# Lucien Carr
Lucien Carr (født 1. marts 1925, død 28. januar 2005) var en af nøglepersonerne i beatgenerationen og senere redaktør for United Press International. Carr delte værelse med Allen Ginsberg på Columbia University i 1940'erne og han mødte Jack Kerouac via Kerouacs daværende kæreste Edie Parker. Carr præsenterede Ginsberg og Kerouac for William S. Burroughs, som han kendte fra St. Louis. 
Carr slog David Kammerer ihjel med en kniv under et skænderi i 1944. Han erklærede sig skyldig i manddrab og forklarede hvordan han skaffede sig af med liget ved at smide det i Hudson-floden. Carr havde mødt Kammerer i St. Louis og hævdede under retssagen at Kammerer havde forfulgt ham i en homoseksuel besættelse. Carr blev idømt 20 års fængsel for mord men afsonede kun to år.
Kerouac blev arresteret som medskyldig og kautionen blev fastsat til 2500 dollars. Kerouac overbeviste Edie om at han ville gifte sig med hende hvis hun hjalp ham med at stille kaution – hvilket hun gjorde og de blev gift. Ægteskabet blev dog opløst blot et år senere.
I Jack Kerouacs roman The Town and the City optræder Carr som "Kenneth Wood" og en mere autentisk beskrivelse af hændelserne findes i Kerouacs Vanity of Dulouz. Ifølge bogen The Beat Generation in New York af forfatteren Bill Morgan, inspirerede hændelsen med Carr og Kammerer Kerouac og Burroughs til i 1945 at skrive en krimiroman med titlen And the Hippos Were Boiled in Their Tanks, der dog aldrig blev udgivet.
Efter at have afsonet sin fængselsstraf begyndte Carr at arbejde for UPI, hvor han blev redaktør i 1956 og senere arbejdede som nyhedschef indtil han gik på pension i 1993.
Carr døde efter lang tids sygdom af knoglekræft.

Denne artikel er en oversættelse af artiklen Lucien Carr på den engelske Wikipedia. 

1. ↑  Navnet er anført på engelsk og stammer fra Wikidata hvor navnet endnu ikke findes på dansk.